# Velocità reale
Viene indicato con il termine velocità reale o true airspeed, spesso abbreviata come TAS, la velocità con la quale un aeromobile viene investito dall'aria atmosferica. Differisce dalla velocità indicata (in lingua inglese Indicated AirSpeed, abbreviata in IAS), vale a dire la velocità letta sull'anemometro, per il fatto che quest'ultima non risente dell'assetto dell'aeromobile, della variazione di densità e temperatura dell'aria con la quota e degli effetti di comprimibilità.

## Formulazione matematica
In regime incompressibile, dove cioè è lecito trascurare la compressibilità dell'aria, in genere al di sotto dei 300 km/h (Mach non superiori a 0,3), la velocità vera può essere calcolata mediante la formula ricavata dall'equazione di Bernoulli:
{\displaystyle V_{TAS}={\sqrt {\frac {2(p_{0}-p)}{\rho }}}}
dove {\displaystyle p_{0}} è la pressione totale, somma della pressione dinamica e della pressione statica.
In regime compressibile la differenza di pressione è più correttamente scritta in questo modo:
{\displaystyle p_{0}-p=\left(\left(1+\delta {\frac {V^{2}}{a^{2}}}\right)^{\frac {\gamma }{\gamma -1}}-1\right)p}
dove γ è il rapporto tra calore specifico a pressione costante e calore specifico a volume costante dell'aria (1,4), δ è un coefficiente pari a {\displaystyle {\frac {\gamma -1}{2}}} (quindi 0,2) ed infine a è la velocità del suono nell'aria. Esplicitando la velocità, si ottiene:
{\displaystyle V_{TAS}={\sqrt {\left(\left({\frac {p_{0}-p}{p}}+1\right)^{\frac {\gamma -1}{\gamma }}-1\right){\frac {2\gamma }{\gamma -1}}{\frac {p}{\rho }}}}}.
Trascurando gli errori strumentali, per le quote e velocità raggiunte da piccoli aerei da turismo si può calcolare che la TAS sia superiore alla IAS del 5% circa ogni 1000 m, o del 2% ogni 1000 ft, di quota. Tuttavia all'aereo, per volare in aria meno densa, occorre una velocità maggiore, quindi tutte le velocità caratteristiche (massima, di stallo, ecc.) devono sempre essere IAS. Invece la TAS deve essere calcolata ai fini della navigazione aerea. Il calcolo può essere fatto con un regolo aeronautico.

## Correlazioni
Per ottenere la TAS si devono correggere le altre velocità dagli errori:

- IAS corretta dall'errore di postazione e dello strumento dà la CAS;
- CAS corretta dall'errore di compressibilità dell'aria dà la EAS;
- EAS corretta dall'errore di densità dovuto alla quota dà la TAS;
- TAS corretta dagli effetti del vento dà la GS.